# Диксон, Чарльз (орнитолог)

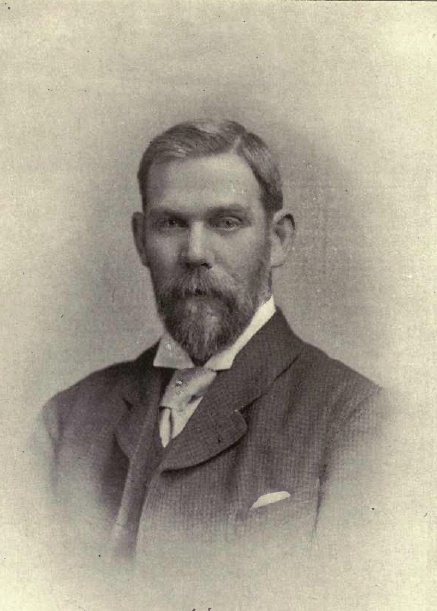
Чарлз Диксон

Чарльз Диксон (1858—1926) — английский орнитолог. Открыл подвид птиц Troglodytes troglodytes hirtensis и новый вид в Северной Африке. В его честь присвоен видовой эпитет Zoothera dixoni (первоначально в роде Geocichla)..

## Биография
Родился в Лондоне. О ранних годах жизни известно немного. Не верил в роль естественного отбора в эволюции. Изучал миграции и поведение птиц. Вместе с Генри Сибомом создал масштабный труд British Birds. В конце жизни заинтересовался сельскохозяйственными ярмарками и конными шоу (особенно Ричмондским), публиковал на эти темы статьи в газетах. Скончался от сердечного приступа у себя дома.

## Публикации
Вот некоторые из множества книг, написанных автором:
- Rural Bird Life (1880)
- Evolution without Natural Selection (1885)
- Our Rarer Birds (1888).
- Stray feathers from many birds: being leaves from a naturalist’s note-book (1890).
- Annals of bird life : a year-book of British ornithology (1890).
- The Birds of our Rambles (1891).
- The Migration of Birds  (1892).
- Jottings about Birds (1893).
- The Nests and Eggs of British Birds (1893; illustrated, 1894)
- British Sea Birds (1896).
- Our favourite song birds (1897)
- Curiosities of bird life (1897)[5]
- Lost and Vanishing Birds (1898).
- Game Birds and Wild Fowl of the British Islands (1899).
- Bird-life in a Southern County (1899).
- The Story of the Birds (1900).
- Among the birds in Northern Shires (1900)
- Birds' Nests (1902).
- Open Air Studies in Bird Life: Sketches of British Birds in Their Haunts (1903).
- The Bird Life of London (1909)